# Leichtathletik-Europameisterschaften 2012/Medaillenspiegel
Dies ist der vollständige Medaillenspiegel der Leichtathletik-Europameisterschaften 2012, welche vom 27. Juni bis zum 1. Juli 2012 im finnischen Helsinki stattfanden. Bei identischer Medaillenbilanz sind gleichrangierte Nationen alphabetisch geordnet.
| Medaillenspiegel | Medaillenspiegel | Medaillenspiegel | Medaillenspiegel | Medaillenspiegel | Medaillenspiegel |
| Platz            | Land             | Gold             | Silber           | Bronze           | Gesamt           |
| ---------------- | ---------------- | ---------------- | ---------------- | ---------------- | ---------------- |
| 1                | Deutschland      | 6                | 7                | 5                | 18               |
| 2                | Frankreich       | 6                | 3                | 5                | 14               |
| 3                | Russland         | 4                | 4                | 5                | 13               |
| 4                | Ukraine          | 4                | 3                | 6                | 13               |
| 5                | Großbritannien   | 4                | 2                | 2                | 8                |
| 6                | Tschechien       | 3                | 1                | 1                | 5                |
| 7                | Niederlande      | 2                | 3                | 1                | 6                |
| 8                | Türkei           | 2                | 1                | 1                | 4                |
| 9                | Bulgarien        | 2                | 1                | –                | 3                |
| 10               | Norwegen         | 1                | 1                | 2                | 4                |
| 10               | Spanien          | 1                | 1                | 2                | 4                |
| 12               | Italien          | 1                | 1                | 1                | 3                |
| 12               | Portugal         | 1                | 1                | 1                | 3                |
| 14               | Ungarn           | 1                | 1                | –                | 2                |
| 15               | Polen            | 1                | –                | 3                | 4                |
| 16               | Schweden         | 1                | –                | 2                | 3                |
| 17               | Belgien          | 1                | –                | –                | 1                |
| 17               | Kroatien         | 1                | –                | –                | 1                |
| 19               | Belarus          | –                | 2                | 4                | 6                |
| 20               | Lettland         | –                | 1                | 1                | 2                |
| 20               | Litauen          | –                | 1                | 1                | 2                |
| 20               | Serbien          | –                | 1                | 1                | 2                |
| 23               | Dänemark         | –                | 1                | –                | 1                |
| 23               | Estland          | –                | 1                | –                | 1                |
| 23               | Slowakei         | –                | 1                | –                | 1                |
| 26               | Finnland         | –                | –                | 1                | 1                |
| 26               | Griechenland     | –                | –                | 1                | 1                |
| Gesamt           | Gesamt           | 42               | 42               | 44               | 128              |